# Megatyloma
Megatyloma is een geslacht van uitgestorven weekdieren uit de klasse van de Gastropoda (slakken).

## Soorten
- Megatyloma forticallosa Lozouet, 2015 †
- Megatyloma wateleti (Deshayes, 1864) †